# Eugene Corr
Eugene Corr (* 24. Februar 1947 in Contra Costa County, Kalifornien) ist ein US-amerikanischer Filmregisseur und Drehbuchautor.

## Leben
In seiner Jugend, von 17 bis 26, arbeitete Eugene Corr als Fabrikarbeiter in der Auto-, Stahl- und Lebensmittelindustrie. Zum Filmemachen kam er in den 1970er Jahren als Teil der radikalen Filmgruppe Cine Manifest in San Francisco. 1977 erschien sein Film Over-Under Sideways-Down, der lange als verschollen galt.
In den 1980ern arbeitete er überwiegend für das Fernsehen und drehte Folgen für Fernsehserien wie Miami Vice und Crime Story. 1990 drehte er zusammen mit Robert Hillmann den Dokumentarfilm Waldo Salt: A Screenwriter’s Journey, der bei der Oscarverleihung 1991 als Bester Dokumentarfilm nominiert wurde.
1994 schrieb er das Drehbuch für den Fernsehfilm Fesseln der Vergangenheit, 1997 folgte Steve Prefontaine: Der Langstreckenläufer und 2001 Too Legit: The MC Hammer Story.

## Filmografie

### Regie
- 1977: Over-Under Sideways-Down
- 1986: Desert Bloom
- 1987–1988: Crime Story (Fernsehserie, zwei Folgen)
- 1989: Miami Vice (Fernsehserie, eine Folge)
- 1990: Waldo Salt: A Screenwriter’s Journey (zusammen mit Robert Hillmann)
- 1990: Ein Fall für Mac (Against the Law) (Fernsehserie, eine Folge)
- 1997: Ein ganz normaler Heiliger (Nothing Sacred) (Fernsehserie, eine Folge)
- 2015: Ghost Town to Havana

### Drehbuch
- 1977: Over-Under Sideways-Down
- 1983: Wenn die Wölfe heulen (Never Cry Wolf)
- 1984: Wildrose
- 1986: Desert Bloom
- 1990: Waldo Salt: A Screenwriter’s Journey
- 1994: Die Fesseln der Vergangenheit (Getting Out)
- 1997: Steve Prefontaine: Der Langstreckenläufer (Prefontaine)
- 2001: Too Legit: The MC Hammer Story
- 2008: Butte, America: The Saga of a Hard Rock Mining Town
- 2015: Ghost Town to Havana